# Vista Hermosa (paroisse civile)
Vista Hermosa est l'une des neuf paroisses civiles de la municipalité de Heres dans l'État de Bolívar au Venezuela.  Sa capitale est Ciudad Bolívar, capitale de l'État, dont elle constitue l'une des paroisses civiles urbaines au sud du centre qui abrite notamment la caserne de Fuerte Cayaurima, le stade Heres et l'aéroport Tomás de Heres (aeropuerto nacional Tomás de Heres, en espagnol).

## Géographie

### Démographie
Constituant de facto l'une des paroisses civiles urbaines de la ville de Ciudad Bolívar, l'entité administrative ne comporte aucun autre écart que celle-ci et est divisée en plusieurs quartiers :
- La Paragua
- Vista Hermosa